# Libor Vojkůvka
Libor Vojkůvka (23. července 1947 Rychlov u Bystřice pod Hostýnem – 21. září 2018 Šternberk) byl český malíř–samouk, cestovatel, fotograf, lidový bavič, entomolog a písmák, původním povoláním zahradník.

## Život
Narodil se v Rychlově  u Bystřice pod Hostýnem. Od sedmi let bydlel s rodiči a čtyřmi sourozenci v Oskavě u Šumperka, kde byl jeho otec pošťákem. Malování měl rád už jako dítě, ve škole si všimli jeho výtvarného nadání. Absolvoval zahradnickou školu v Zábřehu na Moravě a do nástupu na povinnou vojenskou službu pracoval ve Velkých Losinách.
Malbě se Libor Vojkůvka systematicky věnoval od počátku 70. let 20. století. Učil se sám podle odborných knih a olejovou techniku studoval podle rozpracovaných obrazů starých mistrů. Navštěvoval různá místa a galerie. V roce 1974 namaloval své první obrazy olejovými barvami. V květnu 1976 měl v Šumperku první výstavu, na které představil 12 obrazů. Od poloviny 70. let začal své obrazy i pravidelně vystavovat. V roce 1979 získal první místo za malbu v krajském kole Festivalu AMO v Šumperku, kterého se zúčastnilo 150 amatérských umělců. Byl zaměstnán v textilním závodě  a pracoval na nočních směnách, aby ve dne mohl malovat.
První soubornou výstavu měl ve Vlastivědném muzeu v Olomouci  od 9.11. do 31.12.1979. Konala se pod patronací Oblastní galerie výtvarného umění. Zásluhu na objevení Vojkůvkova talentu měl Jaroslav Váňa, výtvarný teoretik a ředitel Vlastivědného muzea. V roce 1981 zprostředkoval výstavu jeho obrazů v Praze v Památníku národního písemnictví. Pomohl mu proniknout i na zahraniční scénu uspořádáním výstavy v Budyšíně na přelomu let 1984–1985. S jeho přispěním Vojkůvka získal v roce 1980 místo zahradníka a byt na  hradě ve Šternberku. Malování však mělo vždy přednost, v roce 1989 zaměstnání opustil a věnoval se již jen vlastní tvorbě a svým koníčkům, cestování a entomologii.
Na obrazech pracoval až 12 hodin denně. Vše si dělal sám, od napínání pláten a jejich podkladového šepsování, přes míchání barev až po lakování hotové malby; sám si zhotovoval i různé štětce. Jeho obrazy se vyznačují vysokou mírou propracovanosti, které docílil pečlivým vrstvením barev po vzoru starých mistrů. Častým motivem jeho obrazů byla příroda, brouci, motýli, rostliny, zvířata a lidé. Většina jeho obrazů má ekologický nebo biblický podtext. V jeho tvorbě se odrazily cestovatelské zážitky a zkušenosti z řady zemí. Stylově měl blízko k surrealismu, jeho oblíbenými malíři byli Salvador Dalí a Giuseppe Arcimboldo. Kromě obrazů vytvářel, především z komerčních důvodů a na objednávku, i pohlednice a kalendáře. 
Po roce 1990 procestoval více než stovku zemí světa a na svých cestách mimo jiné objevil několik dosud neznámých druhů brouků. Začal provozovat vlastní malou galerii v bývalé konírně u svého bytu, kterou však po několika letech musel zrušit kvůli finančním požadavkům úřadů. Stal se populární osobností nejen ve svém bydlišti, ale jako výborný vypravěč a bavič i v celostátním měřítku. V roce 1998 byl zvolen osobností roku města Šternberk, v roce 2007 obdržel  Cenu města Šternberka. Měl hluboké sociální cítění, často přispíval svými pracemi na různé dobročinné účely (konto Bariéry, aukce filmových klapek apod.).
S bývalou manželkou Alenou Vojkůvkovou měl dvě děti, dceru Alenu a syna Dalimila. V únoru 2012 se znovu oženil, vzal si 27letou restaurátorku Dagmar Kubíčkovou, se kterou měl syna Damiána. Manželství však trvalo jen krátce.
Za celoživotní výtvarné dílo byla Liboru Vojkůvkovi udělena Cena Olomouckého kraje v oblasti kultury za rok 2017.
Libor Vojkůvka zemřel na inoperabilní mozkový nádor v pátek 21. září 2018 ve věku 71 let.